# Townsend Scudder
Townsend Scudder (ur. 26 lipca 1865 w Northport, zm. 22 lutego 1960 w Greenwich) – amerykański polityk, członek Partii Demokratycznej.

## Działalność polityczna
W okresie od 4 marca 1899 do 3 marca 1901 przez jedną kadencję i ponownie od 4 marca 1903 do 3 marca 1905 przez jedną kadencję był przedstawicielem 1. okręgu wyborczego w stanie Nowy Jork w Izbie Reprezentantów Stanów Zjednoczonych.
Jego wujem był Henry J. Scudder.